# Světové sociální fórum
Světové sociální fórum (anglicky World Social Forum, portugalsky Fórum Social Mundial) je mezinárodní setkání občanských aktivistů hlásících se k myšlenkách alterglobalizace, teologie osvobození a udržitelného rozvoje. Koná se pod heslem: „Jiný svět je možný“. Vzniklo jako protiváha Světového ekonomického fóra konaného každoročně v Davosu a věnuje se diskusím o alternativách vůči globalizovanému kapitalismu i vůči státem řízeným plánovaným ekonomikám. První fórum uspořádal v Porto Alegre v lednu 2001 architekt a příznivec Partido dos Trabalhadores Chico Whitaker s podporou francouzského hnutí ATTAC. Od té doby se konalo třináctkrát, v některých rocích bylo rozhodnuto dát před jedním centrálním fórem přednost řadě lokálních akcí. Na fóru vystoupily osobnosti jako Noam Chomsky, Adolfo Pérez Esquivel, Immanuel Wallerstein a další. Existují také lokální organizace pořádající vlastní fóra, jako je Evropské sociální fórum.

## Místa konání
- 2001  Porto Alegre
- 2002  Porto Alegre
- 2003  Porto Alegre
- 2004  Bombaj
- 2005  Porto Alegre
- 2006  Bamako,  Caracas,  Karáčí
- 2007  Nairobi
- 2009  Belém
- 2011  Dakar
- 2012  Porto Alegre
- 2013  Tunis
- 2015  Tunis